# ایکاروس ام‌ام-۲
ایکاروس ام‌ام-۲ (به انگلیسی: Ikarus_MM-2) یک هواگرد ملخ‌پیشین تک‌موتوره از نوع هواپیمای آموزشی ساخت شرکت Fabrika aero i hidroplana Ikarus A.D. Zemun - بلگراد است. هواگرد ایکاروس ام‌ام-۲ نخستین پروازش را در دسامبر ۱۹۴۰ میلادی انجام داد. این هواگرد در سال ۱۹۴۰ میلادی رسماً معرفی گردید. در مجموع، تعداد ۱ فروند از این هواگرد ساخته شده‌است.
طراح این هواگرد، Dragutin Milošević and Djordje Manojlović بود.